# Morten Søndergaard

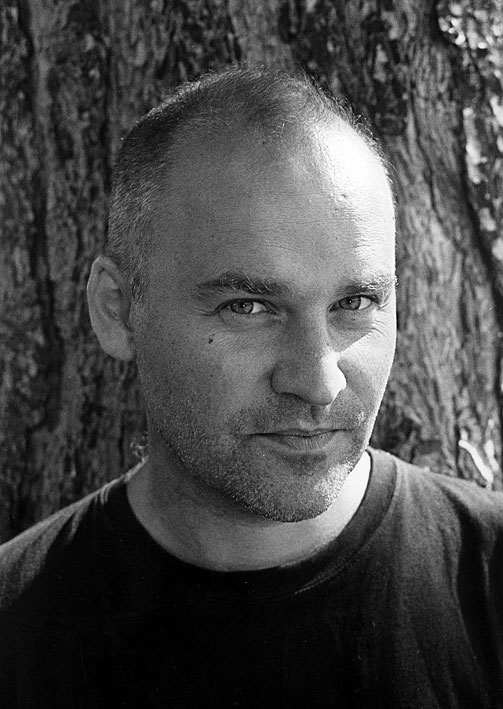
Morten Søndergaard

Morten Søndergaard (* 3. Oktober 1964 in Kopenhagen) ist ein dänischer Schriftsteller, Übersetzer, Literaturredakteur und Klangkünstler.

## Leben und Werk
Morten Søndergaard besuchte von 1989 bis 1991 die Schriftstellerschule (Forfatterskolen) in Kopenhagen und studierte anschließend Komparatistik. Zusammen mit Tomas Thøfner war er von 2002 bis 2008 Redakteur der Literaturzeitschrift Hvedekorn. Er ist Mitbegründer der Lyrikzeitschrift Øverste Kirurgiske. 2003 und 2007 wurde er für den Literaturpreis des Nordischen Rates nominiert. 2020 erhielt er den Drachmannlegatet. Seine Bücher wurden ins Arabische, Englische, Deutsche, Französische, Italienische, Schwedische und Serbische übersetzt.
Søndergaard debütierte 1992 mit Sahara i mine hænder. In seiner Lyrik versucht er neue Wege für die Darstellung der Sprache. Er verbindet sie in seinen Ausstellungen und Installationen mit Klangelementen und experimentiert ähnlich in seinen musikalischen und dramatischen Werken. Søndergaard hat mehrere Werke des argentinischen Schriftstellers Jorge Luis Borges ins Dänische übersetzt.
Zusammen mit seiner Frau, der Schriftstellerin Merete Pryds Helle, schrieb er unter dem Pseudonym der fiktiven blinden Autorin Liv Dunkle einige Kriminalromane, unter anderen Falken og falkoneren (2008) und Næsten levende (2012).
1996 erschien Søndergaards Lyrikband Ubestemmelsessteder (Unbestimmtheitsstellen). Thema ist das städtische Sozialgefüge, „verankert in Straßen und Plätzen Kopenhagens, die oft namentlich genannt werden. Der exemplarische Gehalt der Szenen führt einerseits zu einer Delokalisierung, insbesondere, weil sich das lyrische Ich als sprachreflektierender Beobachter präsentiert, andererseits scheint ein Anstrich von Solidarität mit den städtischen Außenseitern durch.“
Mit Bier dor sovende (Bienen sterben im Schlaf, 1998) wurde Søndergaards Lyrik einer breiteren Öffentlichkeit zugänglich. Das Buch wurde mit dem Michael Strunge Preis ausgezeichnet und 2007 ins Deutsche übersetzt. Es lässt beim Leser surreale und hyperreale Bilder entstehen und bereichert, nicht ohne Humor, die Phantasie, mit dem Ergebnis, dass ein anderer Blick auf die Welt entsteht. Zeit und Bewegung sind das Thema seiner Gedichtsammlung Vinci, senere (Vinci, später, 2002). In der italienischen Stadt Vinci hatte Søndergaard einige Jahre gelebt. 
Søndergaard schuf zahlreiche Klanginstallationen. So entstand 2005 sein Stenklaver (Steinklavier). In dem im Jahr 2004 in der „Hörspiel Werkstatt“ (DeutschlandRadio Berlin) aufgeführten Hörstück Monte Altissimo – Falling off the White Mountain arbeitete Søndergaard mit Aufnahmen aus einem Marmorsteinbruch nahe der Stadt Carrara. Seine Klanginstallation Stenvasken wurde 2004 im Museum für zeitgenössische Kunst (Museet for Samtidskunst) in Roskilde ausgestellt und Verdensnødbremse (Weltnotbremse) 2007 im Kunstmuseum in Esbjerg.
Ein Sprach- und Kunstobjekt, bei dem Wissenschaft und Kunst miteinander verknüpft wurden, ist Søndergaards Wordpharmacy, das er 2012 mit dem Designer Christian Ramsø realisierte. Dieses poetologische Experiment mit dem Titel „Wortapotheke“ besteht aus zehn Medikamentenschachteln, jede für eine Wortklasse, zum Beispiel für Verben oder Adverbien. Der jeweilige Beipackzettel klärt über die Anwendung, Gefahren der Überdosierung usw. auf; so steht zum Beispiel bei den Adjektiven „Bei Kindern unter zwei Jahren sind Adjektive nur mit Einverständnis der Eltern anzuwenden“. Der Lyriker Jan Wagner hat unter dem Titel Die Silben, die Salben ein Vorwort zu diesen Packungsbeilagen geschrieben.

## Veröffentlichungen

### Dänische Originalausgaben
- 1992: Sahara i mine hænder (Lyrik)
- 1994: Ild og tal (Lyrik)
- 1996: Ubestemmelsessteder
- 1998: Hypoteser for to stemmer (zusammen mit Tomas Thøfner)
- 1998: Bier dør sovende (Lyrik)
- 2000: Tingenes orden (Roman)
- 2002: Vinci, senere (Lyrik)
- 2004: Fedtdigte, Gammel Mønt
- 2004: At holde havet tilbage med en kost (Prosa)
- 2005: Et skridt i den rigtige retning (Lyrik)
- 2007: Hjertets Abe Sparker Sig Fri
- 2009: Må sort dreng dø ren (Lyrik)
- 2010: Processen og det halve kongerige (Lyrik)
- 2012: Ordapotek (Literaturobjekt)
- 2013: Fordele og ulemper ved at udvikle vinger (Lyrik)

Ferner Veröffentlichungen in Anthologien und Zeitschriften, unter anderem 5 noter til landskaber in Passage. Tidsskrift for litteratur og kritik. Nr. 43 (2002), ISSN 1904-7797.

### Deutschsprachige Ausgaben
- Bienen sterben im Schlaf. Gedichte. Aus dem Dänischen von Roland Hoffmann. litteraturverlag roland hoffmann, München 2007. ISBN 978-3-940331-00-7.
- Et skridt i den rigtige retning. Digte. / Ein Schritt in die richtige Richtung. Gedichte. Deutsch und Dänisch. Aus dem Dänischen von Roland Hoffmann. litteraturverlag roland hoffmann, München 2010, ISBN 978-3-940331-04-5.
- Die Wortapotheke. Aus dem Dänischen von Roland Hoffmann. Mit einem Vorwort von Jan Wagner. litteraturverlag roland hoffmann, München 2012.

### Diskographie
- Kompas (zusammen mit Tommy Gregersen), Borgens Forlag, 2000.
- Turbo remix, Exlibris Records – bidrag, 2001.
- AudioPoesi – Superpositionsprincippet, Geiger Records, 2006.
- Hjertets abe sparker sig fri (zusammen mit Jakob Schweppenhäuser und Emil Thomsen), Geiger Records, 2007.

## Auszeichnungen
- 2020 Literaturpreis Drachmannlegatet